# Kristof Vandewalle
Kristof Vandewalle (Kortrijk, 5 april 1985) is een Belgisch voormalig wielrenner. Als belofte reed Vandewalle bij wielerploeg Beveren 2000, het belofteteam van Quick Step. Zijn grootste triomf was een ritzege in de Ronde van de Toekomst in 2007.
Tussen 2008-2011 had Vandewalle een profcontract bij Topsport Vlaanderen. Hij combineerde zijn profcarrière met universitaire studies Handelsingenieur. In zijn eerste twee grote wedstrijden (Amstel Gold Race en de E3 Prijs) kon Vandewalle zich meteen tonen aan het publiek.
In 2010 behaalde hij zijn eerst profzege in de GP van het Kanton Aargau (Zwi/1.BC) te Gippingen.
Vanaf het seizoen 2011 rijdt Vandewalle voor het Belgische World Tour-team Quick Step. Tijdens dit seizoen werd Vandewalle tweede in de achttiende etappe in de Ronde van Spanje na Francesco Gavazzi van Lampre. In 2012 won hij het Belgisch kampioenschap tijdrijden. Vandewalle klopte Ben Hermans en Philippe Gilbert.
Op zondag 16 september 2012 won Vandewalle op de wereldkampioenschappen samen met zijn ploeg Omega Pharma-Quickstep de WK-ploegentijdrit. De andere vijf renners waren Niki Terpstra, Peter Velits, Tony Martin, Tom Boonen en Sylvain Chavanel. Het BMC van Philippe Gilbert strandde op drie seconden.
Dat Vandewalle een uitstekend tijdrijder is, werd bovendien nog bevestigd door het verlengen van zijn titel op het Belgisch kampioenschap tijdrijden in 2013 en 2014.
In 2015 draaide hij door fysiek malheur een minder seizoen. Negen maal wist hij de eindstreep niet te halen. Een lichtpuntje dat seizoen was de overwinning in de als ploegentijdrit gereden proloog van de Ronde van Alberta. Op 19 september van dat jaar reed hij zijn laatste meters als professioneel wielrenner in de GP Impanis. Na zijn aankondiging te stoppen meldde hij zich te willen richten op zijn maatschappelijke carrière.

## Belangrijkste overwinningen
2010
GP Kanton Aargau
2012
2e etappe B Tour de l'Ain (ploegentijdrit)
 Belgisch kampioen tijdrijden, Elite
 UCI Ploegentijdrit in Valkenburg
2013
Proloog Driedaagse van West-Vlaanderen
 Eindklassement Driedaagse van West-Vlaanderen
 Belgisch kampioen tijdrijden, Elite
 UCI Ploegentijdrit in Firenze
2014
 Belgisch kampioen tijdrijden, Elite
7e etappe Ronde van Oostenrijk (individuele tijdrit)
7e etappe Ronde van Polen (individuele tijdrit)
2015
1e etappe Ronde van Alberta (ploegentijdrit)

## Resultaten in voornaamste wedstrijden
| Jaar | Ronde van Italië | Ronde van Frankrijk | Ronde van Spanje |
| ---- | ---------------- | ------------------- | ---------------- |
| 2008 |                  |                     |                  |
| 2009 |                  |                     |                  |
| 2010 |                  |                     |                  |
| 2011 | 93e              |                     | 104e             |
| 2012 |                  |                     | 91e              |
| 2013 |                  |                     |                  |
| 2014 |                  |                     | 87e              |
| 2015 | opgave           |                     |                  |

| Jaar | Amstel Gold Race | Luik-Bast.‑Luik | Ronde van Lombardije | Parijs-Tours | Waalse Pijl |  | Wereldranglijsten |
| ---- | ---------------- | --------------- | -------------------- | ------------ | ----------- |  | ----------------- |
| 2008 | 123e             | opgave          |                      | 108e         |             |  |                   |
| 2009 | 114e             | opgave          | 110e                 |              |             |  |                   |
| 2010 | 93e              | 135e            |                      |              | 63e         |  |                   |
| 2011 | 29e              | 19e             |                      |              | 54e         |  | 140e (UWT)        |
| 2012 |                  |                 | opgave               |              |             |  | 246e (UWT)        |
| 2013 | 53e              | 133e            |                      |              |             |  |                   |
| 2014 | opgave           |                 |                      |              |             |  |                   |
| 2015 |                  |                 |                      |              |             |  |                   |

## Ploegen
- 2008-Topsport Vlaanderen
- 2009-Topsport Vlaanderen-Mercator
- 2010-Topsport Vlaanderen-Mercator
- 2011-Quick Step
- 2012-Omega Pharma-Quick Step
- 2013-Omega Pharma-Quick Step
- 2014-Trek Factory Racing
- 2015-Trek Factory Racing

Barbé · Coenen · De Ketele · Dehaes · Eeckhout · Ghyllebert · Goddaert · Hovelijnck · Ingels · Keisse · Maes · Neyens · Nolf · Pauwels · Renders · Schets · Van Hecke · Vandewalle · Vanheule · Vanspeybrouck · Verbist · Veuchelen · Bakelants (stagiair)
Bakelants · Coenen · Criel · De Gendt · De Ketele · Goddaert · Hermans · Joseph · Keisse · Lodewyck · Maes · Mertens · Neirynck · Neyens · Nolf · Renders · Steurs · Vandewalle · Van Hecke · Vanheule · Vanmarcke · Vanspeybrouck · Debusschere (stagiair)
Armée · Baugnies · Boeckmans · Coenen · De Gendt · De Ketele · Jacobs · G.Joseph · S.Joseph · Lodewyck · Mertens · Neirynck · Neyens · Steurs · Van Hecke · Van Staeyen · Van Vooren · Vanmarcke · Vandewalle · Vanspeybrouck · Jodts (stagiair) · Serry (stagiair) · Wallays (stagiair)
Bandiera · Boonen · Cappelle · Cataldo · Chavanel · Chicchi · Ciolek · De Weert · Devenyns · Engels · Keisse · de Maar · Maes · Malacarne · Pineau · Reda · Robert · Seeldraeyers · Stauff · Steegmans · Štybar · Terpstra · Tratnik · Vandewalle · Van Impe · Van Keirsbulck · Vermote · Trentin (stagiair)
Bandiera · Boonen · Brammeier · Cataldo · Chavanel · Chicchi · Ciolek · De Weert · Devenyns · Fenn · Gołaś · Grabsch · Keisse · Kwiatkowski · Leipheimer · Maes · Martin     · Pauwels · Pineau · Raboň · Steegmans · Štybar · Terpstra · Trentin · Vandenbergh · Vandewalle · Van Keirsbulck · P. Velits · M. Velits · Vermote · Hoorne (stagiair) · Sénéchal (stagiair)
Alafaci · Arredondo · Beppu · Busche · Cancellara · Devolder · Didier · Felline · Hondo · Irizar · Jungels · Kišerlovski · Nizzolo · Popovytsj · B. van Poppel · D. van Poppel · Rast · Roulston · A. Schleck · F. Schleck · Sergent · Silvestre · Stuyven · Vandewalle · Voigt · Watson · Zoidl · Zubeldia · Chevrier (stagiair) · Eastman (stagiair) · Kirsch (stagiair)
Alafaci · Arredondo · Beppu · Busche · Cancellara · Coledan · Devolder · Didier · Felline · Irizar · Jungels · McConnell · Mollema · Nizzolo · Popovytsj · B.van Poppel · D.van Poppel · Rast · Roulston · Schleck · Sergent · Silvestre · Steegmans · Stuyven · Vandewalle · Watson · Zoidl · Zubeldia · Basso (stagiair) · Bernard (stagiair) · Rekita (stagiair)